# Šavu'ot
Šavu'ot (česky Šavuot, hebrejsky  שָׁבוּעוֹת‎, doslova „týdny“) je židovský svátek, který připadá na 6. a 7. den židovského měsíce sivan (konec května nebo začátek června). Připomíná den, kdy Hospodin daroval Mojžíšovi Desatero na hoře Sinaj – proto se též označuje jako zman matan Toratenu (זְמַן מַתַּן תּוֹרָתֵנוּ‎, doslova „čas darování naší Tóry“). Jedná se o druhý ze tří poutních svátků, jež jsou hebrejsky souhrnně označovány jako šaloš regalim (hebrejsky שָׁלוֹשׁ רְגָלִים‎, doslova „třikrát“).
Datum konání svátku se přímo odvíjí od svátku Pesach a následuje bezprostředně po konci počítání omeru. Tóra ukládá počítat sedm týdnů od oběti omer (עֹמֶר‎, doslova „odříznuté klasy, snop, snopek“) přinášené na druhý den svátku Pesach a v padesátý den (7 týdnů a 1 den) slavit tento svátek. Toto počítání dnů a týdnů se chápe jako vyjádření přání a očekávání darování Tóry. O Pesachu byl židovský národ osvobozen od svého zotročení faraonem a o Šavu'ot mu byla darována Tóra a stal se národem zavázaným k službě Hospodinu.
Šavu'ot má mnoho aspektů, v důsledku čehož je nazýván různými jmény. V Tóře je označován jako Svátek týdnů (hebrejsky חַג הַשָּׁבוּעוֹת‎, Chag ha-šavu'ot), Svátek sklizně (hebrejsky חַג הַקָּצִיר‎, Chag ha-kacir) či Den prvního ovoce (hebrejsky יוֹם הַבִּכּוּרִים‎, Jom ha-bikurim). Mišna a Talmud zmiňují Šavu'ot jako Aceret (hebrejsky עֲצֶרֶת‎, slavnostní shromáždění). Jelikož se Šavu'ot koná 50 dní po Pesachu, získal od křesťanů v řadě zemí označení Pentecost (řecky πεντηκόστη, „padesátý [den]“).
Podle židovské tradice se Šavu'ot slaví v Izraeli pouze jeden den, zatímco v diaspoře (mimo Izrael) dva dny. Reformní Židé slaví svátek i mimo Izrael pouze jeden den.

## Souvislost se sklizní
Kromě významnosti, coby svátek připomínající darování Tóry na hoře Sinaj, se s tímto svátkem v Izraeli pojí období sklizně obilí. V biblických dobách trvala sklizeň obilí sedm týdnů[zdroj⁠?!] a byla obdobím radosti a veselí. Začínala během Pesachu sklizní ječmene a končila o Šavu'ot sklizní pšenice. Šavu'ot je tedy závěrečný svátek sklizně obilí, obdobně jako je osmý den svátku Sukot závěrečný svátek sklizně ovoce. Během existence jeruzalémského Chrámu se o Šavu'ot přinášela oběť dvou bochníků kynutého chleba.

## Obřad bikurim
Šavu'ot byl rovněž prvním dnem, kdy mohli jednotlivci přinést bikurim (první ovoce) do jeruzalémského Chrámu. Jako bikurim bylo přineseno sedm druhů, kterými podle Tóry oplývá země izraelská, a to: pšenice, ječmen, vinná réva, fíky, granátová jablka, olivy a datle. V převážně rolnické společnosti starověkého Izraele židovští sedláci uvazovali na svých polích stéblo rákosu kolem prvního zrajícího plodu zmíněných sedmi druhů. V době sklizně pak plody označené rákosem byly utrženy a uloženy koše pleteného ze zlata a stříbra. Koše pak byly naloženy na voly, jejichž rohy byly pozlaceny a ozdobeny girlandami z květů a kteří byli vedeni ve velkém procesí do Jeruzaléma. Když sedláci během procesí procházeli městy a vesnicemi, byli doprovázeni hudbou a průvody.

## Etymologie
V hebrejštině znamená slovo „Šavu'ot“ „týdny“ a označuje sedm týdnů, během kterých Židé putovali z Egypta až pod horu Sinaj. Pokud Pesach symbolizuje vysvobození fyzické, z otroctví samovládce, pak Šavu'ot symbolizuje vysvobození duchovní, zpod jha modloslužby. Právě přijetím Tóry na Sinaji bylo dovršeno vykoupení Izraele z Egypta a Izrael se stal vyvoleným národem jediného Boha. Darování Tóry není pouze milníkem v židovské historii, učenci je přirovnáváno ke svatbě mezi Izraelem a Bohem a tento svazek trvá dodnes. Na Šavu'ot si znovu a znovu Židé připomínají povinnosti, které z takového vztahu vyplývají.
Tóra má dvě části - psanou a ústně tradovanou. Psaný zákon obsahuje Tóru, Proroky (Nevi'im) a Spisy (Ktuvim). Spolu s psanou Tórou byl Mojžíšovi na Sinaji darován i ústní zákon, který doplňuje a vysvětluje psaný zákon. Tato část zákona byla předávána ústně z generace na generaci až do doby tanaitů, kdy zachované tradice byly sepsány v Mišně. Ani tehdy však ústní výklad tradice nezanikl a dále pokračoval a pokračuje až do dnešních dnů.
Židovští učenci tvrdí, že: „Bůh se dívá do Tóry a tvoří svět.“ Je také psáno, že: „Pro Tóru byl stvořen svět.“ Učíme-li se Tóru a plníme její příkazy, dáváme světu smysl, protože plníme záměr Stvoření.
Když se Bůh zjevil na Sinaji, slyšel židovský národ Desatero přímo z Božích úst:
- Já jsem Hospodin, tvůj Bůh; já jsem tě vyvedl z egyptské země, z domu otroctví.
- Nebudeš mít jiného boha mimo mne.
- Nezobrazíš si Boha zpodobením ničeho, co je nahoře na nebi, dole na zemi nebo ve vodách pod zemí.
- Nevezmeš Boží jméno nadarmo (naprázdno)
- Pamatuj den Šabatu, abys jej světil.
- Cti otce svého a matku svou.
- Nezavraždíš.
- Nesesmilníš.
- Nepokradeš.
- Nevydáš křivého svědectví
- Nezatoužíš po domě bližního svého, po manželce jeho ani po ničem, co náleží bližnímu tvému.

Podle jednoho výkladu nabízel Bůh Tóru i jiným národům. Ezau ji nepřijal, protože se odmítl vzdát zabíjení. Lotovi potomci ji nepřijali kvůli tomu, že se odmítli vzdát smilstva. Pouze Mojžíš ji bez výhrady přijal.

## Zvyky
- zdobení interiéru synagógy zelení rostlin
- celonoční studium Tóry – tzv. tikun lejl šavu'ot (תִּקּוּן לֵיל שָׁבוּעוֹת‎)
- konzumace medových a mléčných jídel (palačinky nejlépe s tvarohovou náplní, medové koláčky, tvarohové koláče, pudink, zmrzlina, jogurt, termix, sýr apod.) a mléčných nápojů (nealkoholický koktejl, kapučíno, kakaový nápoj, kefír apod.)
- recitace svátečních pijutů Akdamut milin a Jeciv pitgam,[15]
- čtení svitku Rút.[16]